# 2022–2023 a magyar labdarúgásban
A magyar labdarúgás 2022–2023-as szezonja 2022. július 6-án kezdődött a Ferencvárosi TC nemzetközi kupamérkőzésével. Az OTP Bank Liga első mérkőzését július 27-én rendezték, az utolsó meccsre 2023. május 28-án került sor. A magyar labdarúgó-válogatott 2022. szeptember 23-án játszotta le első találkozóját, 2023. június 20-án az utolsót.

## Válogatott

### UEFA Nemzetek Ligája
| 2022. szeptember 23. 20:45 |

| Németország             | 0–1                         | Magyarország                |
| ----------------------- | --------------------------- | --------------------------- |
| Kimmich 25' Rüdiger 90' | (0–1) Jegyzőkönyv Részletek | Szalai Á. 17' Szalai Á. 41' |

| Red Bull Arena, Lipcse Nézőszám: 39 513 Játékvezető: Slavko Vinčić (szlovén) |

| 2022. szeptember 26. 20:45 |

| Magyarország              | 0–2                         | Olaszország                          |
| ------------------------- | --------------------------- | ------------------------------------ |
| Szalai Á. 45+1' Fiola 87' | (0–1) Jegyzőkönyv Részletek | Raspadori 27' Dimarco 51' Acerbi 34' |

| Puskás Aréna, Budapest Nézőszám: 57 300 Játékvezető: Benoît Bastien (francia) |

### Barátságos mérkőzések
| 2022. november 17. 20:00 |

| Luxemburg                                         | 2–2                         | Magyarország                                                  |
| ------------------------------------------------- | --------------------------- | ------------------------------------------------------------- |
| G. Rodrigues 7' (11-esből) Curci 77' Barreiro 24' | (1–1) Jegyzőkönyv Részletek | Szalai A. 25' Németh A. 67' Dibusz 6' Nagy Zs. 33' Styles 85' |

| Stade de Luxembourg, Luxembourg Nézőszám: 3571 Játékvezető: Jonathan Lardot (belga) |

| 2022. november 20. 20:15 |

| Magyarország                                   | 2–1                         | Görögország                |
| ---------------------------------------------- | --------------------------- | -------------------------- |
| Sallai 15' Kalmár 90+3' Botka 64' Kalmár 90+4' | (1–0) Jegyzőkönyv Részletek | Bakaszétasz 81' (11-esből) |

| Puskás Aréna, Budapest Nézőszám: 50 983 Játékvezető: Daniele Chiffi (olasz) |

| 2023. március 23. 19:30 |

| Magyarország            | 1–0                         | Észtország             |
| ----------------------- | --------------------------- | ---------------------- |
| Ádám 41' Szoboszlai 58' | (1–0) Jegyzőkönyv Részletek | 70' Baranov 81' Tunjov |

| Puskás Aréna, Budapest Nézőszám: 41 000 Játékvezető: Walter Altmann (osztrák) |

### 2024-es Eb-selejtező
| 2023. március 27. 20:45 |

| Magyarország                      | 3–0                         | Bulgária |
| --------------------------------- | --------------------------- | -------- |
| Vécsei 7' Szoboszlai 26' Ádám 39' | (3–0) Jegyzőkönyv Részletek |          |

| Puskás Aréna, Budapest Nézőszám: 60 000 Játékvezető: Halil Umut Meler (török) |

| 2023. június 17. 18:00 |

| Montenegró                                        | 0–0                   | Magyarország           |
| ------------------------------------------------- | --------------------- | ---------------------- |
| Vešović 15' Vujačić 34' Raičković 63' Savić 90+4' | Jegyzőkönyv Részletek | 50' Sallai 70' Csoboth |

| Városi stadion, Podgorica Nézőszám: 8000 Játékvezető: Jesús Gil Manzano (spanyol) |

| 2023. június 20. 20:45 |

| Magyarország                                        | 2–0                         | Litvánia                                |
| --------------------------------------------------- | --------------------------- | --------------------------------------- |
| Varga B. 32' Sallai R. 83' Orbán 54' Szoboszlai 88' | (1–0) Jegyzőkönyv Részletek | 39' Uzėla 50' Tutyškinas 57' Jankauskas |

| Puskás Aréna, Budapest Nézőszám: 58 269 Játékvezető: António Nobre (portugál) |

## Bajnoki tabellák

### OTP Bank Liga
| #   | Csapat                 | M  | GY | D  | V  | G+ – G– | GK  | P  | Megjegyzések                                                 |
| --- | ---------------------- | -- | -- | -- | -- | ------- | --- | -- | ------------------------------------------------------------ |
| 1.  | FerencvárosCV (B)      | 33 | 19 | 6  | 8  | 62–33   | +29 | 63 | 2023–2024-es Bajnokok Ligája – 1. selejtezőkör               |
| 2.  | Kecskeméti TEÚ (I)     | 33 | 15 | 12 | 6  | 48–32   | +16 | 57 | 2023–2024-es UEFA Európa Konferencia Liga – 2. selejtezőkör  |
| 3.  | Debreceni VSC (I)      | 33 | 15 | 9  | 9  | 52–39   | +13 | 54 | 2023–2024-es UEFA Európa Konferencia Liga – 2. selejtezőkör  |
| 4.  | Puskás Akadémia        | 33 | 14 | 11 | 8  | 48–42   | +6  | 53 |                                                              |
| 5.  | Paksi FC               | 33 | 14 | 7  | 12 | 57–57   | 0   | 49 |                                                              |
| 6.  | Kisvárda               | 33 | 10 | 13 | 10 | 43–49   | −6  | 43 |                                                              |
| 7.  | Mezőkövesd Zsóry       | 33 | 11 | 9  | 13 | 40–43   | −3  | 42 |                                                              |
| 8.  | Újpest                 | 33 | 11 | 8  | 14 | 42–55   | −13 | 41 |                                                              |
| 9.  | Zalaegerszegi TE (KGY) | 33 | 10 | 9  | 14 | 37–43   | −6  | 39 | 2023–2024-es UEFA Európa Konferencia Liga – 2. selejtezőkör1 |
| 10. | MOL Fehérvár           | 33 | 8  | 11 | 14 | 38–43   | −5  | 35 |                                                              |
| 11. | Budapest Honvéd (K)    | 33 | 8  | 9  | 16 | 34–51   | −17 | 33 | NB II                                                        |
| 12. | VasasÚ (K)             | 33 | 4  | 14 | 15 | 29–43   | −14 | 26 | NB II                                                        |

Forrás: MLSZ adatbank 
A rangsorolás alapszabályai: 1. összpontszám, 2. győzelmek száma, 3. gólkülönbség, 4. szerzett gólok száma, 5. egymás elleni eredmények összpontszáma,  6. egymás elleni eredmények gólkülönbsége, 7. egymás elleni eredmények szerzett góljainak száma, 8. egymás elleni eredmények idegenben szerzett góljainak száma.
1 A Zalaegerszegi TE a 2023–2024-es UEFA Európa Konferencia Liga 2. selejtezőkörében indulhat, kupagyőztesként.
(B): Bajnokcsapat, (K): Kieső csapat, (F): Feljutó csapat, (I): Kupainduló, (R): A rájátszás győztese, (KGY): Kupagyőztes

### Merkantil Bank Liga
| #   | Csapat                    | M  | GY | D  | V  | G+ – G– | GK  | P  | Megjegyzések                |
| --- | ------------------------- | -- | -- | -- | -- | ------- | --- | -- | --------------------------- |
| 1.  | Diósgyőri VTK (B)         | 38 | 28 | 3  | 7  | 79–39   | +40 | 87 | NB I                        |
| 2.  | MTK BudapestKIÚ           | 38 | 22 | 8  | 8  | 86–48   | +38 | 74 | NB I                        |
| 3.  | FC Ajka                   | 38 | 20 | 8  | 10 | 54–37   | +17 | 68 |                             |
| 4.  | Szeged-Csanád GA          | 38 | 18 | 10 | 10 | 50–38   | +12 | 64 |                             |
| 5.  | Soroksár SC               | 38 | 16 | 13 | 9  | 57–47   | +10 | 61 |                             |
| 6.  | Gyirmót FC GyőrKIÚ        | 38 | 17 | 9  | 12 | 59–46   | +13 | 60 |                             |
| 7.  | Pécsi Mecsek              | 38 | 14 | 16 | 8  | 38–31   | +7  | 58 |                             |
| 8.  | BFC Siófok                | 38 | 15 | 11 | 12 | 45–51   | −6  | 56 |                             |
| 9.  | Szombathelyi Haladás      | 38 | 14 | 9  | 15 | 54–56   | −2  | 51 |                             |
| 10. | Budafoki MTE              | 38 | 12 | 11 | 15 | 39–46   | −7  | 47 |                             |
| 11. | Tiszakécskei LC           | 38 | 13 | 7  | 18 | 38–50   | −12 | 46 |                             |
| 12. | Mosonmagyaróvári TEFJÚ    | 38 | 12 | 10 | 16 | 36–44   | −8  | 46 |                             |
| 13. | Győri ETO FC              | 38 | 11 | 13 | 14 | 37–42   | −5  | 46 |                             |
| 14. | Kazincbarcikai SCFJÚ      | 38 | 12 | 9  | 17 | 41–56   | −15 | 45 |                             |
| 15. | Aqvital FC Csákvár        | 38 | 9  | 15 | 14 | 44–50   | −6  | 42 |                             |
| 16. | Kozármisleny SEFJÚ        | 38 | 11 | 8  | 19 | 46–63   | −17 | 41 | Osztályozó a bentmaradásért |
| 17. | Szentlőrinc SE            | 38 | 9  | 12 | 17 | 44–58   | −14 | 39 | Osztályozó a bentmaradásért |
| 18. | Nyíregyháza Spartacus     | 38 | 9  | 11 | 18 | 46–55   | −9  | 38 | Osztályozó a bentmaradásért |
| 19. | Békéscsaba 1912 Előre (K) | 38 | 8  | 13 | 17 | 47–56   | −9  | 37 | NB III                      |
| 20. | Dorogi FC (K)             | 38 | 7  | 10 | 21 | 32–61   | −29 | 31 | NB III                      |

Forrás: MLSZ adatbank 
A rangsorolás alapszabályai: 1. összpontszám, 2. egymás elleni eredmények összpontszáma, 3. gólkülönbség, 4. szerzett gólok száma.
Sorrend szabályai: 1. a bajnokságban elért több győzelem; 2. a bajnoki mérkőzések gólkülönbsége; 3. a bajnoki mérkőzéseken rúgott több gól; 4. az egymás ellen játszott bajnoki mérkőzések pontkülönbsége; 5. az egymás ellen játszott bajnoki mérkőzések gólkülönbsége; 6. az egymás ellen játszott bajnoki mérkőzéseken az idegenben lőtt több gól; 7. a bajnokság fair play értékelésében elért jobb helyezés; 8. sorsolás.
(B): Bajnokcsapat, (K): Kieső csapat, (F): Feljutó csapat, (I): Kupainduló, (R): A rájátszás győztese, (KGY): Kupagyőztes

## Magyar kupa
Döntő
| 2023. május 3. 19:30 |

| Zalaegerszegi TE             | 2–0 (h. u.)                 | Budafoki MTE |
| ---------------------------- | --------------------------- | ------------ |
| Németh D. 117' Szalay 120+2' | (0–0, 0–0, 0–0) Jegyzőkönyv |              |

| Puskás Aréna, Budapest Nézőszám: 24 152 Játékvezető: Vad István (magyar) |

## Magyar csapatok európaikupa-szereplése

### Ferencvárosi TC
| Dátum                                  | Stadion                                | Ellenfél                               | Eredmény                               | Az FTC gólszerzői                       |
| UEFA-bajnokok ligája – 1. selejtezőkör | UEFA-bajnokok ligája – 1. selejtezőkör | UEFA-bajnokok ligája – 1. selejtezőkör | UEFA-bajnokok ligája – 1. selejtezőkör | UEFA-bajnokok ligája – 1. selejtezőkör  |
| -------------------------------------- | -------------------------------------- | -------------------------------------- | -------------------------------------- | --------------------------------------- |
| 2022. július 6.                        | Központi Stadion (i)                   | Tobil Kosztanaj                        | 0–0                                    |                                         |
| 2022. július 13.                       | Groupama Aréna (o)                     | Tobil Kosztanaj                        | 5–1                                    | A. Traoré (2), Laïdouni, Bassey (2)     |
| UEFA-bajnokok ligája – 2. selejtezőkör |                                        |                                        |                                        |                                         |
| 2022. július 20.                       | Groupama Aréna (o)                     | Slovan Bratislava                      | 1–2                                    | Zachariassen                            |
| 2022. július 27.                       | Tehelné pole (i)                       | Slovan Bratislava                      | 4–1                                    | Boli, Zachariassen, A. Traoré, Laïdouni |
| UEFA-bajnokok ligája – 3. selejtezőkör |                                        |                                        |                                        |                                         |
| 2022. augusztus 3.                     | Tofik Bahramov Stadion (i)             | Qarabağ FK                             | 1–1                                    | Boli                                    |
| 2022. augusztus 9.                     | Groupama Aréna                         | Qarabağ FK                             | 1–3                                    | A. Traoré                               |
| Európa-liga – Rájátszás                |                                        |                                        |                                        |                                         |
| 2022. augusztus 18.                    | Groupama Aréna (o)                     | Shamrock Rovers                        | 4–0                                    | Auzqui, A. Traoré (2), Ćivić            |
| 2022. augusztus 25.                    | Tallaght Stadion (i)                   | Shamrock Rovers                        | 0–1                                    |                                         |
| Európa-liga – Csoportkör               |                                        |                                        |                                        |                                         |
| 2022. szeptember 8.                    | Groupama Aréna (o)                     | Trabzonspor                            | 3–2                                    | Tokmac (2), A. Traoré                   |
| 2022. szeptember 15.                   | II. Lajos Stadion (i)                  | AS Monaco                              | 1–0                                    | Vécsei                                  |
| 2022. október 6.                       | Rajko Mitić Stadion (i)                | Crvena zvezda                          | 1–4                                    | Zachariassen                            |
| 2022. október 13.                      | Groupama Aréna (o)                     | Crvena zvezda                          | 2–1                                    | Zachariassen, S. Mmaee                  |
| 2022. október 27.                      | Groupama Aréna (o)                     | AS Monaco                              | 1–1                                    | Zachariassen                            |
| 2022. november 3.                      | Akyazı Stadion (i)                     | Trabzonspor                            | 0–1                                    |                                         |
| Európa-liga – Nyolcaddöntő             |                                        |                                        |                                        |                                         |
| 2023. március 9.                       | BayArena (i)                           | Bayer Leverkusen                       | 0–2                                    |                                         |
| 2023. március 16.                      | Puskás Aréna (o)                       | Bayer Leverkusen                       | 0–2                                    |                                         |

### Kisvárda
| Dátum                                          | Stadion                                        | Ellenfél                                       | Eredmény                                       | A Kisvárda gólszerzői                          |
| UEFA Európa Konferencia Liga – 2. selejtezőkör | UEFA Európa Konferencia Liga – 2. selejtezőkör | UEFA Európa Konferencia Liga – 2. selejtezőkör | UEFA Európa Konferencia Liga – 2. selejtezőkör | UEFA Európa Konferencia Liga – 2. selejtezőkör |
| ---------------------------------------------- | ---------------------------------------------- | ---------------------------------------------- | ---------------------------------------------- | ---------------------------------------------- |
| 2022. július 21.                               | Ortalıq Stadion (i)                            | Kajrat Almati                                  | 1–0                                            | Asani                                          |
| 2022. július 28.                               | Várkerti Stadion (o)                           | Kajrat Almati                                  | 1–0                                            | Mešanović                                      |
| UEFA Európa Konferencia Liga – 3. selejtezőkör |                                                |                                                |                                                |                                                |
| 2022. augusztus 4.                             | Aker Stadion (i)                               | Molde                                          | 0–3                                            |                                                |
| 2022. augusztus 11.                            | Várkerti Stadion (o)                           | Molde                                          | 2–1                                            | Asani (2)                                      |

### Puskás Akadémia
| Dátum                                          | Stadion                                        | Ellenfél                                       | Eredmény                                       | A PAFC gólszerzői                              |
| UEFA Európa Konferencia Liga – 2. selejtezőkör | UEFA Európa Konferencia Liga – 2. selejtezőkör | UEFA Európa Konferencia Liga – 2. selejtezőkör | UEFA Európa Konferencia Liga – 2. selejtezőkör | UEFA Európa Konferencia Liga – 2. selejtezőkör |
| ---------------------------------------------- | ---------------------------------------------- | ---------------------------------------------- | ---------------------------------------------- | ---------------------------------------------- |
| 2022. július 21.                               | Estádio D. Afonso Henriques (i)                | Vitória SC                                     | 0–3                                            |                                                |
| 2022. július 28.                               | Pancho Aréna (o)                               | Vitória SC                                     | 0–0                                            |                                                |

### MOL Fehérvár
| Dátum                                          | Stadion                                        | Ellenfél                                       | Eredmény                                       | A Fehérvár gólszerzői                          |
| UEFA Európa Konferencia Liga – 2. selejtezőkör | UEFA Európa Konferencia Liga – 2. selejtezőkör | UEFA Európa Konferencia Liga – 2. selejtezőkör | UEFA Európa Konferencia Liga – 2. selejtezőkör | UEFA Európa Konferencia Liga – 2. selejtezőkör |
| ---------------------------------------------- | ---------------------------------------------- | ---------------------------------------------- | ---------------------------------------------- | ---------------------------------------------- |
| 2022. július 21.                               | Sóstói Stadion (o)                             | Qəbələ PFK                                     | 4–1                                            | Kodro (2), Rus, Zivzivadze                     |
| 2022. július 28.                               | Şəhər stadionu (i)                             | Qəbələ PFK                                     | 1–2                                            | Zivzivadze                                     |
| UEFA Európa Konferencia Liga – 3. selejtezőkör |                                                |                                                |                                                |                                                |
| 2022. augusztus 4.                             | Sóstói Stadion (o)                             | Petrocub Hîncești                              | 5–0                                            | Dárdai, Kodro, Stopira, Petrjak, Zivzivadze    |
| 2022. augusztus 11.                            | Zimbru Stadion (i)                             | Petrocub Hîncești                              | 2–1                                            | Zivzivadze (2)                                 |
| UEFA Európa Konferencia Liga – Rájátszás       |                                                |                                                |                                                |                                                |
| 2022. augusztus 18.                            | RheinEnergieStadion (i)                        | 1. FC Köln                                     | 2–1                                            | Zivzivadze, Dárdai                             |
| 2022. augusztus 25.                            | Sóstói Stadion (o)                             | 1. FC Köln                                     | 0–3                                            |                                                |